# Shinji Murai
Shinji Murai, född 1 december 1979 i Chiba prefektur, Japan, är en japansk fotbollsspelare.